# Павліковиці (Паб'яницький повіт)
Павліковиці (пол. Pawlikowice) — село в Польщі, у гміні Паб'яниці Паб'яницького повіту Лодзинського воєводства.
Населення — 577 осіб (2011).
У 1975-1998 роках село належало до Лодзинського воєводства.

## Демографія
Демографічна структура станом на 31 березня 2011 року:
|          | Загалом | Допрацездатний вік | Працездатний вік | Постпрацездатний вік |
| -------- | ------- | ------------------ | ---------------- | -------------------- |
| Чоловіки | 288     | 48                 | 214              | 26                   |
| Жінки    | 289     | 46                 | 181              | 62                   |
| Разом    | 577     | 94                 | 395              | 88                   |